# 딥 (2017년 영화)
《딥》(영어: Deep)은 2017년 공개된 스페인의 애니메이션 영화이다.

## 한국판 출연
- 심규혁 - 딥 역
- 사문영 - 앨리 / 노마 역
- 이인성 - 이보 역
- 이지현 - 모라 역
- 이장원 - 리코 / 루이지 역
- 위훈 - 다아시 / 크라켄 역
- 황창영 - 랄프 역